# Aureliana (plante)
Pour les articles homonymes, voir Aureliana.
Genre
Aureliana est un genre de plantes de la famille des Solanaceae.

## Liste d'espèces
Selon NCBI (10 avr. 2012) :
- Aureliana fasciculata
  - Aureliana fasciculata var. fasciculata
- Aureliana wettsteiniana